# Maxim Sergejewitsch Afinogenow
Maxim Sergejewitsch Afinogenow (russisch Максим Сергеевич Афиногенов; * 4. September 1979 in Moskau, Russische SFSR) ist ein ehemaliger russischer Eishockeyspieler.

## Karriere

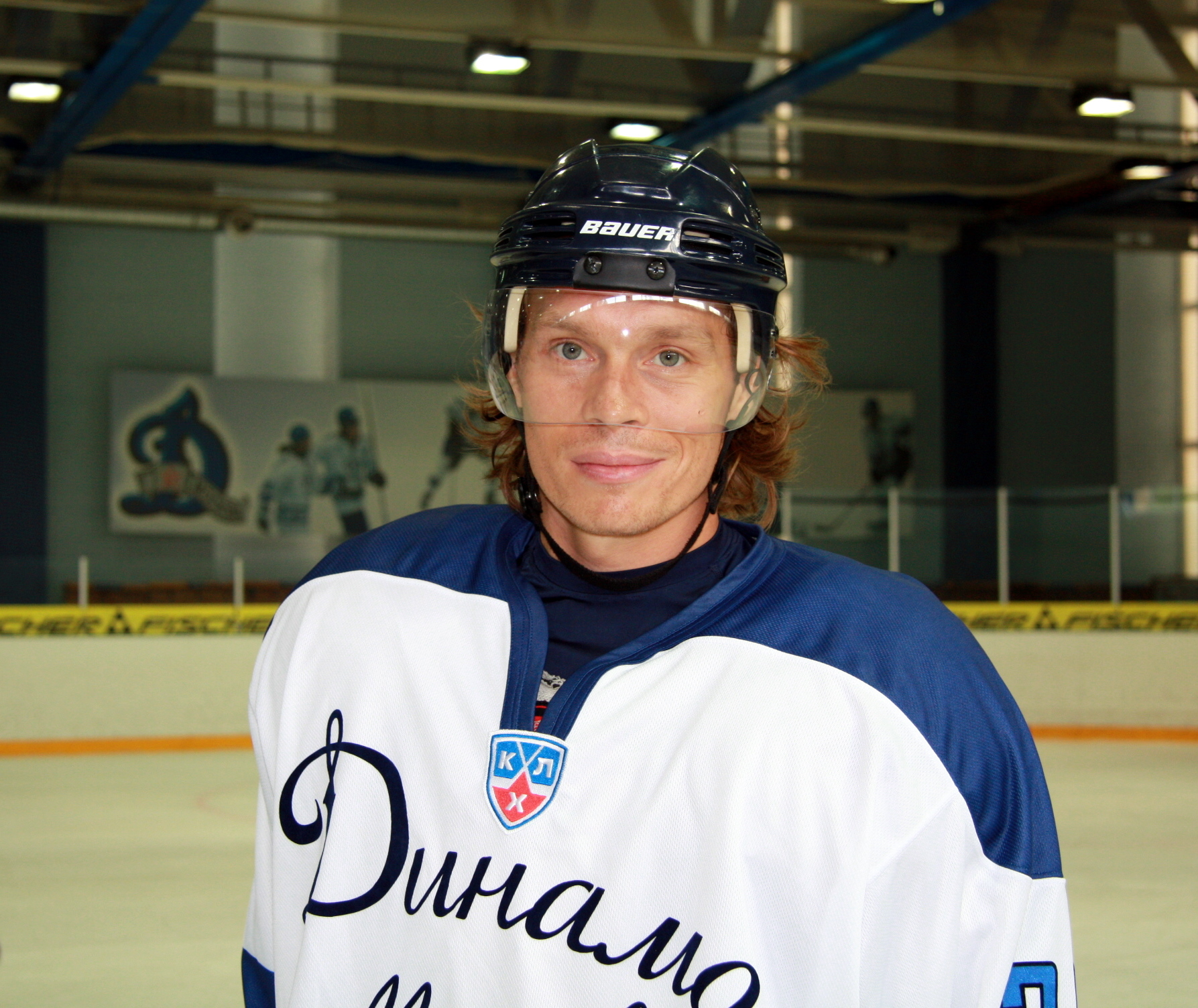
Maxim Afinogenow im Trikot des HK Dynamo Moskau

Afinogenow begann seine Karriere bei der russischen Mannschaft HK Dynamo Moskau, wo er die ersten vier Jahre seiner Profikarriere verbrachte. Sein Talent liegt vor allem im technischen und läuferischen Bereich.
Als Nummer 69 im NHL Entry Draft 1997 ausgewählt, wechselte Afinogenow nach zwei weiteren Jahren bei Dynamo 1999 in die NHL. In seiner Rookiesaison verbrachte er 15 Spiele bei den Rochester Americans in der American Hockey League, schaffte jedoch den Durchbruch in die NHL. Aufgrund einer Gehirnerschütterung verpasste er einen Großteil der Saison 2002/2003.
Die Spielzeit 2004/05 verbrachte er aufgrund des NHL Lockouts wieder bei seinem Heimatverein Dynamo. In der Saison 2005/06 avancierte Max dann zum Star, als er in 77 Spielen 73 Scorerpunkte erzielte und maßgeblich dazu beitrug, dass die Buffalo Sabres die Finalspiele der Eastern Conference erreichten.
Er gilt als einer der schnellsten Stürmer der NHL und ist außerdem ein ausgezeichneter Penaltyschütze.

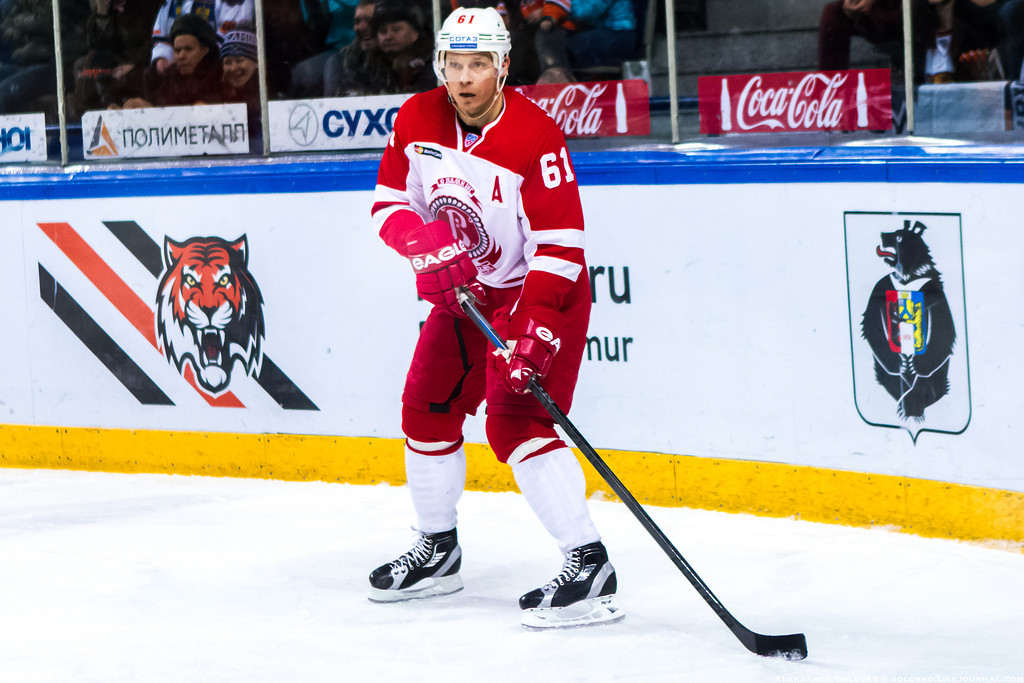
Maxim Afinogenow im Trikot des HK Witjas

In den folgenden drei Spieljahren ließen seine Offensivleistungen deutlich nach und Afinogenow hatte oft mit Verletzungen zu kämpfen. Im Sommer 2009 wurde sein auslaufender Vertrag mit den Sabres nicht verlängert und Afinogenow wurde in das Trainingslager der Atlanta Thrashers eingeladen. Schließlich erhielt er am 29. September 2009 einen Einjahresvertrag über 800.000 US-Dollar bei den Thrashers.
Im August 2010 wurde Afinogenow vom SKA Sankt Petersburg aus der Kontinentalen Hockey-Liga für fünf Jahre verpflichtet. In den folgenden drei Jahren sank seine Punkteausbeute von Saison zu Saison, so dass sein Vertrag im Sommer 2013 aufgelöst wurde und Afinogenow zusammen mit Maxim Rybin zum HK Witjas wechselte. Von 2018 bis 2020 ließ er seine aktive Karriere beim HK Dynamo Moskau ausklingen.

## Persönliches
Am 16. Juli 2011 heiratete Afinogenow die ehemalige russische Tennisspielerin Jelena Dementjewa.

## Erfolge und Auszeichnungen
- 2010 Spengler-Cup-Gewinn mit dem SKA Sankt Petersburg
- 2011 Teilnahme am KHL All-Star Game
- 2017 Teilnahme am KHL All-Star Game

### International
- 1996 Goldmedaille bei der U18-Junioren-Europameisterschaft
- 1998 Silbermedaille bei der Junioren-Weltmeisterschaft
- 1999 Goldmedaille bei der U20-Junioren-Weltmeisterschaft
- 1999 Bester Stürmer bei der U20-Junioren-Weltmeisterschaft
- 2002 Bronzemedaille bei der Olympischen Winterspiele
- 2002 Silbermedaille bei der Weltmeisterschaft
- 2005 Bronzemedaille bei der Weltmeisterschaft
- 2008 Goldmedaille bei der Weltmeisterschaft
- 2010 Silbermedaille bei der Weltmeisterschaft

## Karrierestatistik

### International
(Legende zur Spielerstatistik: Sp oder GP = absolvierte Spiele; T oder G = erzielte Tore; V oder A = erzielte Assists; Pkt oder Pts = erzielte Scorerpunkte; SM oder PIM = erhaltene Strafminuten; +/− = Plus/Minus-Bilanz; PP = erzielte Überzahltore; SH = erzielte Unterzahltore; GW = erzielte Siegtore; 1 Play-downs/Relegation; Kursiv: Statistik nicht vollständig)